# 바하우

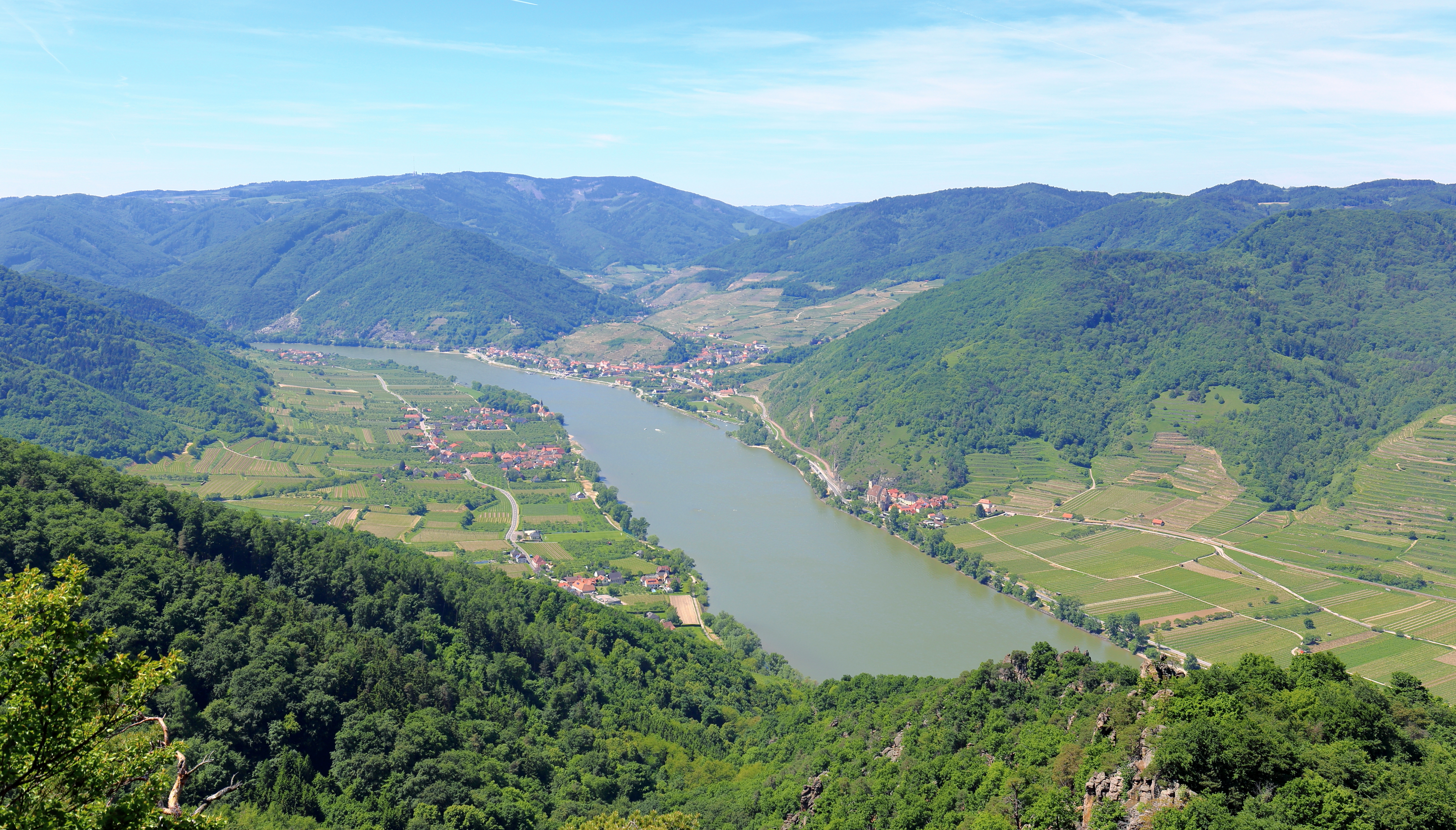
바하우

바하우(독일어: Wachau)는 오스트리아 북부 다뉴브강 하류 지역에 위치한 계곡이다. 남북 산맥에 펼쳐진 36km 이르는 계곡 일대가 바하우 문화 경관(독일어: Kulturlandschaft Wachau)이라는 이름으로 유네스코 세계유산에 등록되어 있다.

## 같이 보기
- 오스트리아의 세계유산